# Алберто Чивидини
Алберто Чивидини (шп. Alberto Chividini; Санта Фе, 23. фебруар 1907 — Буенос Ајрес,  31. октобар 1961) био је аргентински фудбалер. Играо је на позицији одбрамбеног играча. Наступао је на три утакмице за репрезентацију Аргентине 1928. и 1930, играјући једну на првом светском првенству и две у Јужноамеричком првенству 1929 (Копа Америка), где је био шампион.

## Трофеји
Аргентина
- 1929. Јужноамеричко првенство